# Orc

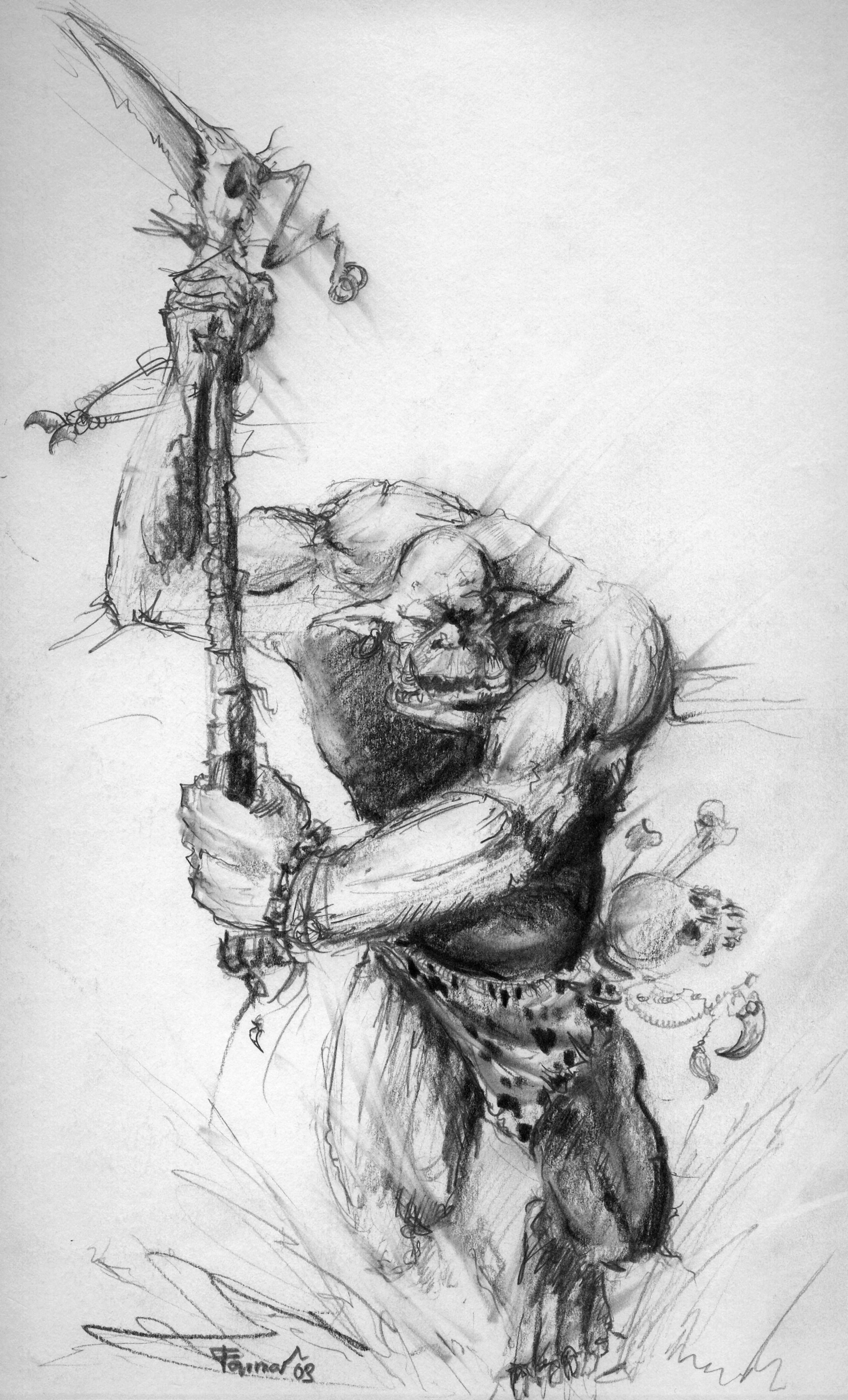
Một sinh vật Orc

Orc /ˈɔːrk/ trong tác phẩm "Chúa tể những chiếc nhẫn" của nhà văn J. R. R. Tolkien là một loài sinh vật hung tợn, còn được gọi là "goblin". Orcs vốn là những người Elf bị chúa tể Melkor bắt giữ từ thời đại đầu tiên của thế giới. Họ bị tra tấn và hành hạ đến mức biến đổi hình dạng, và theo thời gian, cả tâm tính của họ cũng ít nhiều bị thay đổi so với thuở đầu. Orcs được tạo ra vì những mục đích hắc ám của chúa tể bóng tối Morgoth. Tolkien mô tả nguồn gốc của orc một cách không nhất quán, bao gồm như một chủng loài elf bị biến chất, hoặc được sinh ra bởi Chúa tể Bóng tối Morgoth, hoặc bị tha hóa trong hoang dã.
Khái niệm orc của Tolkien đã được nhiều tác giả khác tiếp thu vào tiểu thuyết giả tưởng, và xuất hiện trong các trò chơi thuộc nhiều thể loại khác nhau như Dungeons & Dragons, Magic: The Gathering, và Warcraft.

## Lịch sử
"Chúng từng là những Elf, bị các thế lực đen tối bắt giữ, tra tấn và biến dạng, trở thành một dạng sống kinh hoàng và hủy hoại..."
—Saruman trong phim The Fellowship of the Ring
Kỷ thứ nhất
Nguồn gốc chính xác của orc vẫn chưa được biết rõ. Melkor là người đầu tiên biết đến Sự Tỉnh Giấc của các Elf tại Cuiviénen và nhanh chóng gửi các linh hồn tà ác đến để gieo rắc sự nghi ngờ đối với Valar. Người ta đồn rằng một số Elf bị bắt bởi một "Kỵ sĩ" khi họ đi quá xa, và người Eldar tin rằng những Elf bất hạnh này đã bị đưa đến Utumno, nơi họ bị tra tấn tàn bạo và bị biến đổi thành Orc.
Trong sáu thế kỷ cuối của Kỷ thứ nhất, hàng ngàn Orc được Morgoth nhân giống tại Angband để tham gia vào các Trận chiến Beleriand, bắt đầu sau khi Ñoldor đến phía tây bắc Trung Địa. Chúng lần đầu tiên xuất hiện trong Trận Lammoth, nơi chúng bị các Elf đánh bại. Khi Nhà Fëanor quay trở lại Trung Địa, Morgoth đã phái một đội quân Orc chống lại họ. Mặc dù Orc đông hơn những người lưu vong, chúng không thể sánh với sức mạnh và cơn thịnh nộ của Ñoldor và nhanh chóng bị đánh bại. Tuy nhiên, Fëanor không thể chống lại sức mạnh của Morgoth một mình và bị Balrog giết chết, để lại cho Orc tiếp tục sinh sôi dưới quyền của Chúa tể Bóng tối. Nhiều năm sau, khi Nhà Fingolfin đến Trung Địa, Orc cũng được phái đi chống lại họ nhưng lại hoàn toàn thất bại trong Trận Lammoth.
Sau thất bại nặng nề trong Dagor Aglareb và một cuộc đột kích nhỏ ở Hithlum, Orc đã lấy lại số lượng của chúng. Trong Dagor Bragollach và Nírnaeth Arnoediad, chúng và chủ nhân của chúng giành chiến thắng áp đảo trước các dân tộc tự do. Tuy nhiên, chúng gần như bị tiêu diệt trong Cuộc chiến Cơn thịnh nộ kết thúc vào FA 585, và những kẻ sống sót đã chạy về phía đông vào Dãy núi Angmar, Dãy núi Xám, hoặc Dãy núi Đỏ.
Kỷ thứ hai
Khoảng năm SA 1000, Sauron tái xuất hiện ở Trung Địa và biến Mordor thành lãnh địa của mình, bắt đầu xây dựng nền móng của Barad-dûr. Trong Cuộc chiến giữa Elf và Sauron năm SA 1700, Orc trở thành lực lượng chủ lực trong quân đội của Sauron. Mặc dù có số lượng Orc vô cùng lớn, Elf và Númenórean đã giành chiến thắng nhờ vào sự đoàn kết, vũ khí vượt trội, sức mạnh, vóc dáng, và kỹ năng chiến đấu của họ.
Tuy nhiên, Sauron đã không thể thu thập hết tất cả các Orc miền Đông vào quân đội của mình, vì chúng coi thường hắn, chỉ thấy hình dạng tầm thường của hắn. Sau thất bại đầu tiên, Sauron trở lại trong hình dạng đen tối và khuất phục chúng, từ đó hắn có thể xây dựng lại quyền lực của mình.
Cho đến sự sụp đổ cuối cùng của Sauron ở Kỷ thứ ba, Orc vẫn là lực lượng chủ đạo trong các đội quân của Mordor, và của Isengard khi phù thủy Saruman cai trị nơi này.
Kỷ thứ ba
Sau Cuộc chiến của Liên minh Cuối cùng, Mordor trở nên hoang tàn và các Orc sống sót tập trung ở Dãy núi Sương Mù. Với sự trở lại của Sauron ở Dol Guldur và sự lan rộng của ảnh hưởng tà ác của hắn, số lượng của chúng lại gia tăng. Năm TA 2475, khi thời kỳ Hòa bình Cảnh giác kết thúc, một giống Orc mới mạnh mẽ và bền bỉ hơn xuất hiện, được gọi là Uruk-hai, đặc biệt được nhân giống để chiến đấu với loài Người.
Sau khi Khazad-dûm bị Người lùn bỏ hoang, Orc chiếm đóng các đại sảnh bỏ hoang này, giết chết Vua Thrór khi ông tìm cách trở lại vương quốc đã mất của mình. Điều này đã kích động Chiến tranh giữa Người lùn và Orc, một cuộc xung đột lớn khi Người lùn tập hợp toàn bộ sức mạnh của họ và tiêu diệt mọi cứ điểm của Orc mà họ tìm thấy ở Dãy núi Sương Mù. Cuộc chiến này và Trận chiến Năm Đạo quân đã làm suy yếu đáng kể số lượng Orc ở phương Bắc, làm giảm ảnh hưởng của chúng trong Cuộc chiến của Chiếc nhẫn.
Trong khi đó, Sauron trở lại Mordor, xây dựng lại pháo đài và tạo ra một đội quân Orc khổng lồ. Hắn đã nhân giống một loài Orc mạnh mẽ, Uruk-hai, xuất hiện lần đầu tiên từ Mordor vào khoảng thời gian trước năm TA 2475, tàn phá Ithilien và Osgiliath. Sau đó, một số Uruk này định cư ở Dãy núi Sương Mù và khuất phục các bộ tộc Orc địa phương. Phù thuỷ Saruman, tay sai của Sauron, cũng nhân giống Uruk-hai từ người Hithaeglir, để chúng làm lính đánh thuê cho hắn; hắn cũng thử nghiệm lai tạo giữa Orc và Người, tạo ra những Bán Orc cao lớn hơn cả Uruk-hai.
Sau khi Chiếc nhẫn Chúa bị phá hủy, các Orc tan rã, dần dần suy yếu và bị săn lùng đến tuyệt chủng trong Kỷ thứ tư.